# 테리 도일
존 테리 도일(John Terry Doyle, 1985년 11월 2일 ~ )은 미국의 프로 야구 선수이며, 전 일본 프로 야구 후쿠오카 소프트뱅크 호크스 선수이다.